# Gottfried Finger
Gottfried Finger, Gotfrey, Godefrido, v české podobě Bohumír, pseudonym 'Msr Hannak' (před rokem 1660 Olomouc – pohřben 31. srpna 1730 Mannheim) byl český gambista a hudební skladatel.

## Život
O rodišti Gottfrieda Fingera vypovídá nadpis jeho Opusu č. 1, který je uchováván v Londýně, 1688): „Authore Godefrido Finger, Olmutio Moravo“. Pravděpodobně se narodil někdy v první polovině padesátých let sedmnáctého století, protože se jeho skladby objevují v rukopisech již na začátku sedmdesátých let. Nejranější Fingerova díla se zachovala v arcibiskupské hudební sbírce v Kroměříži. Byl tehdy zřejmě hráčem na violu da gamba v kapele biskupa Liechtensteina-Castelcorna.
V polovině osmdesátých let přijel do Londýna. V roce 1687 se stal členem královské kapely (Chapel Royal) a jeho příznivcem a ochráncem se stal sám král Jakub II. V roce 1688 musel sice král Jakub II. odejít do exilu, ale Finger se rozhodl zůstat v Londýně a stát se nezávislým umělcem. Zde komponoval především hudbu pro divadlo (opery, sbory, dialogy), ale i hudbu instrumentální. V roce 1690 vydal tiskem Six Sonatas or Solos (Šest sonát aneb sól, tři pro housle a tři pro zobcovou flétnu), které představují vůbec první sbírku skladeb pro sólový nástroj a basso continuo vydanou v Británii. Zřejmě byl blízkým přítelem nejvýznamnějšího britského skladatele té doby, Henryho Purcella. Když Purcell v roce 1695 zemřel, zkomponoval ódu Weep ye Muses (Plačte múzy) věnovanou jeho památce.
Pobyt v Anglii ukončila uražená ješitnost. V roce 1701 byla vypsána soutěž Prize Musick. Úkolem bylo zhudebnit předepsané libreto na téma Paridova soudu a vítěz měl být vyhlášen nejlepším operním skladatelem Anglie. Vítězem se stal devatenáctiletý John Weldon a Finger se neumístil ani mezi prvními třemi. Znechucen odjel do Vídně, nějakou dobu se snažil pokračovat v samostatné operní kariéře, ale v roce 1702 vstoupil do služeb pruské královny Sofie Šarloty Hannoverské, manželky krále Fridricha I. Od roku 1706 byl ve Vratislavi (Wrocław) ve službách vévody Karla Philippa z Neubergu. Byl členem innsbrucké Hofkapelle a od roku 1708 jejím koncertním mistrem. Orchestr následoval dvůr nejprve do Neuburgu na Dunaji, do Heidelbergu, až konečně do Mannheimu, kde setrval až do konce svého života. I díky Fingerovu vedení byla Mannheimská kapela připravena na vznik nadcházející slavné Mannheimské školy. Fingerovo jméno se naposledy objevuje v záznamech Mannheimského dvora v roce 1723; pochován byl 31. srpna 1730. Pozoruhodné je, že z posledních dvaceti let života skladatele se dochovalo nejméně skladeb, ačkoliv spotřeba hudby v šlechtické kapele byla jistě velmi vysoká.
Finger proslul zejména skladbami pro violu da gamba. Jeho hudba pro tento nástroj je představuje takzvaný rakousko-český styl. Skladby tohoto typu jsou komponovány tak, konec jednoho tématu přechází do začátku následující části. Úvodní věta je charakteristická rychlými pasážemi pro sólový nástroj nad basovou prodlevou. Říkalo se tomu také stylus phantasticus.
Finger nikdy nevydal svá díla pro sólovou violu da gamba tiskem. Zřejmě je šetřil pro vlastní koncerty. V jeho skladbách se objevují i lidové taneční nápěvy z jeho rodné Moravy. Konečně jedním z jeho pseudonymů bylo „Msr Hannak“

## Dílo

### Opery
- The Loves of Mars and Venus (1696, Londýn)
- The Judgment of Paris (28.3.1701, Londýn)
- The Rival Queens, or The Death of Alexander (1703 Londýn)
- The Virgin Prophetess, or The Fate of Troy (15.5.1701 Londýn)
- Der Sieg der Schönheit über die Helden (1706, Berlín, ztracena)
- Crudeltà consuma amore (1717, Neuburg)
- L'amicia in terza, overo Il Dionigio (1718, Neuburg)

### Komorní hudba (výběr)
- Sonatae XII. pro diversis instrumentis quarum tres priores pro violino & viola di gamba, proximae tres pro II violis & viola di basso, tres sequentes pro III violinis, relique pro II violinis & viola, omnes ad bassum continuam pro organo seu clavicymbalo formantur ...., Opus 1, (Amsterdam, Estienne Roger um 1690)
- Six Sonatas of two parts for two flutes …., Opus 2
- Six sonates à 2 flûtes & 1 basse continue ...., Opus 4, ( Amsterdam, Estienne Roger um. 1690)
- X Suonatae a tre, due violini e violoncello o basso continuo ....., Opus 5 , ( Amsterdam, Estienne Roger um. 1690)